# Weberbauerella
Weberbauerella là một chi thực vật Nam Mỹ chỉ gồm 1 loài Weberbauerella brongniartioides.